# Bylo nás pět (seriál)
Bylo nás pět je český televizní seriál z roku 1994 scenáristy Ondřeje Vogeltanze a režiséra Karla Smyczka, vysílaného na kanálu České televize; premiéra proběhla v lednu 1995. Seriál je inspirovaný stejnojmennou knihou od Karla Poláčka.
Seriál celkem čítá šest hodinových dílů a těší se stálému opakování na televizních obrazovkách a zájmu diváků.

## Synopse
Seriál se odehrává za první republiky v letech 1930–31, v období hospodářské krize. Děj sleduje postavu malého chlapce Petra Bajzy (Adam Novák), který společně se svými přáteli Čeňkem Jirsákem (Jaroslav Pauer), Antonínem Bejvalem (Štěpán Banyovszký), Edou Kemlinkem (Jan Brynych) a Pepkem Zilvarem (Jan Müller) zažívají nejrůznější dobrodružství, za která jsou většinou fyzicky potrestáni od svých rodičů. Děj si též všímá osudu Petrovy rodiny a počínajícího vztahu Kristýny (Barbora Srncová) a mladého sukničkáře Pivody (Jiří Langmajer).
V románu dochází k vytvoření návazností mezi jednotlivými situacemi, které v předloze existují samostatně a tím pádem vzniká často i odlišná chronologie: ochočování vos se v seriálu odehrává skoro o rok později oproti románu. Z románu může mít čtenář dojem, že vymáhání dluhu od cukráře Svobody proběhlo v první polovině děje, a sice v průběhu prázdnin; v seriálu se toto odehrává v čase vánočním.
Můžeme si též všimnout sloučení kolektivní postavy Ješiňáků a Habrováků. V seriálu se vyskytují pouze Habrováci, ovšem jeden z nich má vizuální rysy románových Ješiňáků. Některé postavy z románu (Karel Páta, teta Anděla, Rafaela a Viktorie – sestry Edy Kemlinka) nefigurují v seriálu a naopak (např. sokolská sestra pana Fajsta) Zatímco v románu služebná Kristýna figuruje u Bajzů celý rok, včetně Vánoc, v seriálu musí odjet, aby se postarala o nemocnou maminku. Její nepřítomnost zde trvá cca od konce října do konce dubna následujícího roku.

## Obsazení

### Hlavní postavy
- Adam Novák jako Petr Bajza
- Jaroslav Pauer jako Čeněk Jirsák
- Štěpán Benyovszký jako Antonín Bejval
- Jan Brynych jako Eda Kemlink
- Jan Müller jako Pepek Zilvar
- Oldřich Navrátil jako pan Bajza
- Dagmar Veškrnová jako paní Bajzová
- Barbora Srncová jako Kristýna „Rampepurda“

### Další postavy
| - Jakub Hladík jako Otakárek - Sandra Nováková jako Eva Svobodová - Stanislav Zindulka jako pan Fajst - Petr Nárožný jako pan Vařeka - Gabriela Wilhelmová jako paní Vařeková - Jiří Langmajer jako Pivoda - Ondřej Vetchý jako učitel Veselík - Petr Brukner jako pan Jirsák - Lenka Termerová jako paní Jirsáková - Vladimír Javorský jako pan Kemlink - Ladislav Gerendáš jako číšník | - Václav Postránecký jako pan Bejval - Jiří Pecha jako pan Zilvar - Jiří Strach jako Láďa Bajza - Jiřina Jirásková jako paní Fajstová - Pavel Zedníček jako pan Rodolfi - Oldřich Vízner jako pan Svoboda - Václav Vydra jako dr. Jebavý - Naďa Konvalinková jako továrníková Soumarová - Nela Boudová jako guvernantka - Raoul Schránil jako pan Vařeka st. - Michal Suchánek jako pošťák - Jiří Kodeš jako kočí Jakub - Karolína Sochorová jako krasojezdkyně Diana vlastním jménem Marika |

## Přehled dílů
| Pořadí v seriálu | Název                  | Režie         | Scénář                                      | Datum premiéry |
| --- | ---------------------- | ------------- | ------------------------------------------- | -------------- |
| 1 | Pěkné vysvědčení       | Karel Smyczek | Ondřej Vogeltanz; spolupráce: Karel Smyczek | 9. ledna 1995  |
| Prvý díl seznamuje diváka s atmosférou městečka a představí hlavní postavy. Popisuje bezmocnost dítěte proti vlastní hravosti, vynalézavosti a bezprostředním nápadům; všechny rodičovské zákazy, jakož i dobrá předsevzetí vezmou za své tváří v tvář volnému odpoledni a tvůrčí fantazii. Následuje však přísné potrestání viníka…                            |                        |               |                                             |                |
| 2 | Andělíček policajt     | Karel Smyczek | Ondřej Vogeltanz; spolupráce: Karel Smyczek | 16. ledna 1995 |
| Péťa Bajza má domácí vězení. V rodině nepanuje zrovna dobrá nálada, hrozí krize a obchody se nehýbou. Tatínek-obchodník musí být zdvořilý na všechny strany, a tak vyhoví i prosbě paní továrníkové a povolí Petrovi jít ven pod podmínkou, že bude kamarádit s továrníkovic Otakárkem. Vzejde z toho dobrodružství, v němž nakonec bohatý kluk závidí chudému. |                        |               |                                             |                |
| 3 | Vypouštění draka       | Karel Smyczek | Ondřej Vogeltanz; spolupráce: Karel Smyczek | 23. ledna 1995 |
| Život malého kluka je plný těžkostí. Petr miluje služku Kristýnu, svou oblíbenou Rampepurdu, a žárlí na sodovkáře, s nímž se Kristýna schází. Svůj cit si dostatečně neuvědomuje, způsobí však nedorozumění a pak se zmítá ve výčitkách. I když příčinou odchodu Kristýny od rodiny Bajzových je něco jiného, Petr to odnese pořádným výpraskem.                |                        |               |                                             |                |
| 4 | Pokoj lidem dobré vůle | Karel Smyczek | Ondřej Vogeltanz; spolupráce: Karel Smyczek | 30. ledna 1995 |
| Starší syn Bajzových Láďa se na Vánoce vrací domů z Teplic, kde se učí na příručího. Z mladého muže se stal světák a snaží se tatínkovi ukázat, jak se to u nich v „cizině“ dělá… |                        |               |                                             |                |
| 5 | Cirkus svět            | Karel Smyczek | Ondřej Vogeltanz; spolupráce: Karel Smyczek | 6. února 1995  |
| Je jaro a Petr se zamiloval. Zprvu se zdá být tou vyvolenou Svobodovic Evička; tu však zanedlouho zastíní cirkusačka Diana (vlastním jménem Marika Slepičková) která nad plachou Evičkou hravě zvítězí – kouří, pije pivo a jezdí v cirkuse na bílém koni. Nějakou dobu trvá, než se Petr vzpamatuje…                                                           |                        |               |                                             |                |
| 6 | Cesta do Indie a zpět  | Karel Smyczek | Ondřej Vogeltanz; spolupráce: Karel Smyczek | 13. února 1995 |
| Péťa se zmítá v horečnatém snu, během něhož cestuje do Indie a snaží se napravit křivdu, kterou spáchal na Evičce tím, že dal přednost Marice. V zápase se zápalem plic překročí pomyslnou hranici mezi dětstvím a dospíváním. Rodina se mezitím rozrostla. Bajzovým se narodilo další děcko, vrátila se i služka Kristýna.                                     |                        |               |                                             |                |

## Výroba
Na převedení románu od Karla Poláčka se podílel Ondřej Vogeltanz, Karel Smyczek a Helena Slavíková. Seriál je doplněn motivy i z jiných Poláčkovách knih jako například z knihy Okresní město. V románu také nejsou tolik vykresleny postavy rodiny, scenáristé proto vztahy mezi jednotlivými členy vybudovali. Obtížná byla stylizace dialogu – tvůrci balancovali mezi zachováním kouzla Poláčkova vyprávění v první osobě desetiletého žáka a neliterárním ztvárněním rolí způsobem, kterým by herečtí představitelé působíli jako živí kluci, podobající se generaci půle 90. let.

### Lokace

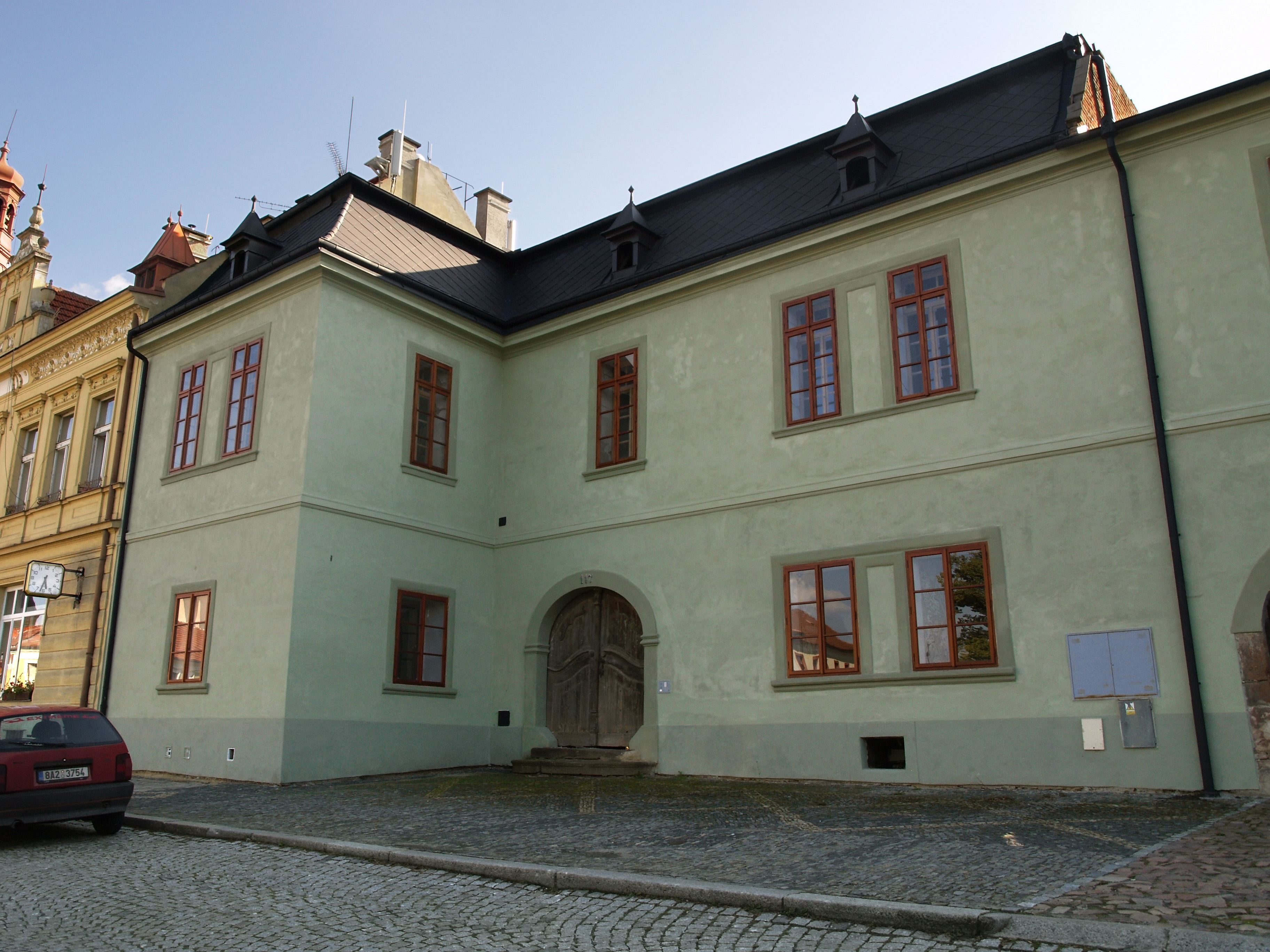
Dům na náměstí v Kouřimi, ve kterém byl při natáčení seriálu Bajzův koloniál

Natáčení probíhalo 130 dní ve městě Kouřim a interiéry pak v ateliérech na Barrandově.

### Casting
První myšlenkou režiséra bylo, že roli matky Petra Bajzy by měla hrát Libuše Šafránková, která však roli odmítla s tím, že v poslední době hrála samé maminky a mohla by se opakovat. Nakonec postavu paní Bajzové obsadila Dagmar Veškrnová. Roli pana Fajsta měl hrát František Filipovský, po jeho smrti však dostal roli Stanislav Zindulka. Filipovskému je v seriálu vzdán hold visícím obrazem na zdi. Do obsazení zasahovala také televize, která chtěla, aby postavu pana Bajzy hrál Viktor Preiss nebo Josef Abrhám. Produkce zvala herce na kamerové zkoušky, podle kterých se později rozhodovala a sledovaal hlavně to, jak herci zapadají do celkové atmosféry. Podobně tomu bylo i u dětských rolí. Role Petra Bajzy byla obsazena Novákem, když si ho Veškrnová posadila na klín a povídala si s ním. Produkce viděla, že k sobě neuvěřitelně pasují a měli by spolu hrát. Největším problémem bylo obsadit postavu Pepka Zilvara, jelikož skoro v každém obraze kouřil cigaretu. Na konec byl do role obsazen Müller, kterého našla asistentka režie Milena Kropáčková; potíž s cigaretami byla vyřešena ve chvíli, kdy dorazil na kamerové zkoušky s vlastní krabičkou.